# Porscha Lucas
Porscha Lucas (Plano, 18 juni 1988) is een Amerikaanse atlete, die is gespecialiseerd in de sprint. Ze kreeg internationale bekendheid, doordat ze zich op negentienjarige leeftijd in één klap aandiende als kandidate voor olympisch eremetaal.

## Biografie
In 2008 verbeterde Lucas plotseling haar persoonlijk record op de 200 m met een halve seconde. Met een tijd van 22,29 s stond ze in juli 2008 zevende op de wereldranglijst achter Veronica Campbell-Brown, Kerron Stewart, Sherone Simpson, Shelly-Ann Fraser, Allyson Felix en Simone Facey. Ook op de 100 m maakte ze een flinke prestatieontwikkeling door van 11,42 naar 11,15. Bij de Amerikaanse Olympische selectiewedstrijden in Eugene kwalificeerde ze zich niet voor de Olympische Spelen van 2008 in Peking, doordat ze in de halve finale werd uitgeschakeld met een achtste en laatste plaats in 23,44.
Lucas studeert aan de Texas A&M University.

## Persoonlijke records
Outdoor
| Onderdeel | Prestatie | Datum        | Plaats  |
| --------- | --------- | ------------ | ------- |
| 100 m     | 11,12 s   | 4 april 2009 | Austin  |
| 200 m     | 22,29 s   | 18 mei 2008  | Boulder |

Indoor
| Onderdeel | Prestatie | Datum            | Plaats          |
| --------- | --------- | ---------------- | --------------- |
| 60 m      | 7,24 s    | 27 februari 2009 | College Station |
| 200 m     | 22,83 s   | 14 maart 2008    | Fayetteville    |

## Palmares

### 200 m
- 2010: 7e Memorial Van Damme - 23,36 s